# Darcetina
Darcetina là một chi bướm đêm thuộc họ Noctuidae.

## Loài
- Darcetina sublata Walker, [1865]